# Georgia (1995)
Georgia é um filme norte-americano de 1995, do gênero drama, dirigido por Ulu Grosbard e estrelado por Jennifer Jason Leigh e Mare Winningham.

## Sinopse
Duas irmãs, duas carreiras musicais. Sadie deseja ser uma estrela do rock, enquanto Georgia já é uma estrela do folk. Sadie, a mais jovem, é de difícil convivência, autodestrutiva, descuidada, relaciona-se com gente perigosa e é viciada em álcool e drogas. Ela se apresenta de bar em bar, com muita emoção, mas sem as habilidades da profissão. Quando seus fracassos a levam a uma espiral montanha abaixo, ela procura ajuda na irmã. Georgia é exatamente seu oposto: casada, sólida financeiramente, e com uma voz abençoada, que tem lhe garantido o sucesso popular.
O encontro das duas resulta em um choque de personalidades, pois Georgia tenta levantar Sadie sem, por sua vez, se machucar.

## Principais premiações
| Patrocinador                                  | Prêmio | Categoria | Situação          |
| --------------------------------------------- | ------ | --- | ----------------- |
| Academia de Artes e Ciências Cinematográficas | Oscar  | Melhor Atriz Coadjuvante (Mare Winningham)                                                                                          | Indicado          |
| Film Independent                              | Spirit | Melhor Diretor Melhor Atriz (Jennifer Jason Leigh) Melhor Ator Coadjuvante (Max Perlich) Melhor Atriz Coadjuvante (Mare Winningham) | Indicado Vencedor |
| New York Film Critics Circle Awards           | NYFCC  | Melhor Atriz (Jennifer Jason Leigh)                                                                                                 | Vencedor          |

## Elenco
| Ator/Atriz           | Personagem    |
| -------------------- | ------------- |
| Jennifer Jason Leigh | Sadie Flood   |
| Mare Winningham      | Georgia Flood |
| Ted Levine           | Jack          |
| Max Perlich          | Axel Goldman  |
| John Doe             | Bobby         |
| John C. Reilly       | Herman        |
| Jimmy Witherspoon    | Caminhoneiro  |
| Jason Carter         | Chasman       |
| Tom Bower            | Erwin Flood   |
| Tony Marsico         | Paul          |